# Sulfotep
El Sulfotep es un insecticida organotiofosfato de fórmula molecular C8H20O5P2S2.